# 宋賢 (天啟進士)
宋賢（1571年—1646年），字又希，號禹钦，浙江嚴州府建德縣人，明朝、南明政治人物。

## 生平
宋賢是萬曆四十三年（1615年）乙卯科浙江鄉試舉人，天啓二年（1622年）的進士，獲授常熟知縣，得人民愛戴，有「前楊漣，後宋賢」的稱譽；六年調任魏縣。崇祯四年考选，授廣東道御史，管皇城四门，彈劾附和魏忠賢而未正法的官員，又上陳人民繳納絹布的困苦，改由官府負責解送。西安同知遭宦官梁永上疏詆毀，他出言解救；巡撫丘禾嘉請求監視宦官而設置標兵，他彈劾對方諂附宦官，遭崇禎帝貶降三級。
崇祯五年，他巡按湖廣，釋放死囚九十九人，並選拔賢能懲治貪污，上疏請求增兵、留餉、防寇；又巡视十库，八年管理章奏，九年掌河南道印後，力主利用大計黜免擢升，拒絕一切饋贈。十年改任太僕寺少卿，管西路。適逢山西巡撫出缺，崇禎帝召對他說：「你豈不是掌河南道而不受饋贈的那位！」於是擢官僉都御史任命；他在任內增建城牆、設立兵廠、儲備糧食，犒勞十萬士兵而不費度支錢費，並擒拿流寇首領過山龍等人，讓他們完全投降。十三年加右副都御史，十四年宋賢請求辭官歸鄉，加兵部右侍郎予告。崇禎十六年（1643年）冬天金華土寇作亂，他和知府胡崇德協力遏止，斬殺許都同黨王麒生，地方得以安穩；隆武帝即位，召用他為兵部左侍郎，福京失守後去世，虛歲七十六。

## 紀念
县正东街有“祖孙科甲坊”为明举人宋显、宋澄、贡生宋应奎、宋邦机、进士宋贤建。